# El recuerdo de Marnie
El recuerdo de Marnie (思い出のマーニー Omoide no Mānī?) es una película de animación japonesa estrenada en 2014 y producida por Studio Ghibli. Está basada en la novela juvenil homónima, de la escritora británica Joan G. Robinson. La película está dirigida por Hiromasa Yonebayashi, siendo su segundo largometraje tras Karigurashi no Arriety y es también el segundo filme de Yonebayashi con Studio Ghibli.
Omoide no Marnie es también el vigésimo segundo largometraje producido por Ghibli tras los estrenos de El viento se levanta, de Hayao Miyazaki, y de El cuento de la princesa Kaguya, de Isao Takahata en 2013. La película fue estrenada en Japón el 19 de julio de 2014. En España, fue proyectada por primera vez en el Festival Internacional de Cine de Gijón en versión original con subtítulos, el 28 de noviembre de 2015. Posteriormente, fue doblada y estrenada en cines el 18 de marzo de 2016. En México, fue lanzada directamente en DVD y Blu-ray el 10 de marzo de 2016 bajo la distribuidora Zima Entertainment, con su doblaje correspondiente.
Es la última película del estudio después del anuncio del cese temporal de producciones de largometrajes. La película fue nominada para el Óscar a la mejor película de animación de 2016, compitiendo contra Anomalisa, El niño y el mundo, Inside Out y Shaun the Sheep Movie, galardón que se llevó la tercera mencionada. La película recaudó 3,53 mil millones de yenes.

## Argumento

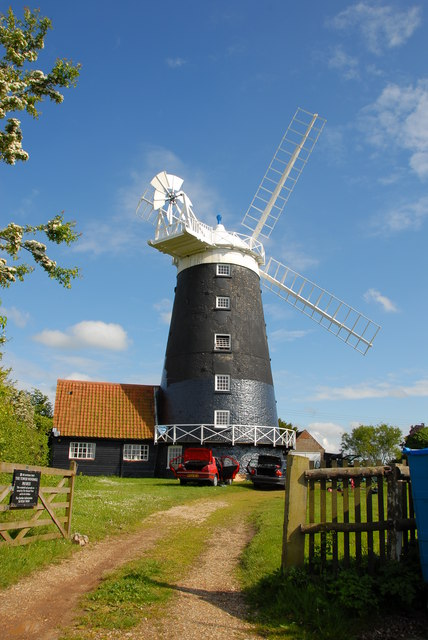
El antiguo silo en el que se centra la película es un homenaje al molino de Burnham Overy, en Norfolk.

Anna Sasaki es una niña solitaria y sin amigos que vive con una familia de acogida. A causa del asma que sufre y de su bajo estado de ánimo, sus padres adoptivos deciden enviarla a un pequeño pueblo costero de Hokkaidō para quedarse con unos familiares lejanos, el matrimonio Oiwa, donde recorre las dunas cerca del mar. En el pantano encuentra una vieja mansión, la cual a Anna le resulta extrañamente familiar. En la casa se encuentra con una niña enigmática llamada Marnie, quien se convierte en la primera amiga de Anna. Después de haber entablado amistad con Marnie, Anna se vuelve más sociable, haciendo que pronto la familia y otras personas del pueblo se vuelvan amigos de la pequeña. Poco a poco, Anna empieza a descubrir cosas sobre Marnie, quien no era todo lo que parecía.

## Reparto
| Personaje     | Seiyū             | Actores de voz     | Actores de doblaje | Actores de voz   |
| ------------- | ----------------- | ------------------ | ------------------ | ---------------- |
| Anna Sasaki   | Sara Takatsuki    | Michelle Jenner    | Karen Vallejo      | Hailee Steinfeld |
| Marnie        | Kasumi Arimura    | María Blanco       | Lourdes Arruti     | Kiernan Shipka   |
| Yoriko        | Nanako Matsushima | Ana Plaza          | Isabel Romo        | Geena Davis      |
| Setsu Ōiwa    | Toshie Negishi    | María Jesús Varona | Karla Vega         | Grey DeLisle     |
| Kiyomasa Ōiwa | Susumu Terajima   | Eduardo Gutiérrez  | Hugo Núñez         | John C. Reilly   |
| Hisako        | Hitomi Kuroki     | Paloma Escola      | Adriana Casas      | Vanessa Williams |
| Sayaka        | Hana Sugisaki     | Tania Ugía         | Susana Moreno      | Ava Acres        |
| Toichi        | Ken Yasuda        | Vicente Gil        | Rubén León         | Fred Tatasciore  |
| Nobuko Kadoya | Akiko Yoritsune   | Cecilia Santiago   | Noriko             | Raini Rodriguez  |
| Niñera        | Kazuko Yoshiyuki  | Selica Torcal      | Magda Giner        | Ellen Burstyn    |
| Señora mayor  | Ryoko Moriyama    | Elena Ruiz         | Martha Rave        | Catherine O'Hara |

## Lanzamiento
Omoide no Marnie fue lanzada en Japón el 19 de julio de 2014. El 14 de enero de 2015 GKIDS anunció su distribución en Norteamérica, promocionando la cinta en el Festival Internacional Infantil de Nueva York. El 10 de marzo de ese mismo año la película llegó a Hispanoamérica, siendo también promocionada en cines. 
El 18 de marzo de 2015, la película fue lanzada en Blu-ray y DVD en Japón y en toda América el 6 de octubre de ese mismo año.

## Banda sonora
La banda sonora corrió a cargo del compositor japonés Takatsugu Muramatsu.
- Canción de cierre: Fine on the Outside, por Priscilla Ahn.[14]

## Recepción

### Taquilla
La película obtuvo el tercer lugar de la taquilla japonesa, con una recaudación de ¥379 millones en su primera semana de estreno, y en su cuarta semana tuvo cierre con ¥2,08 billones, adicionándole ¥930 millones de su primera semana, para un total de ¥3,63 millones en su octava semana. En Estados Unidos, la película recaudó $186.844 dólares hasta su tercera semana.

### Relanzamiento del libro
Debido a su instantáneo éxito, el libro original de la escritora Joan G. Robinson fue nuevamente lanzado y experimentó un aumento en las ventas a nivel internacional. Su agente Caroline Sheldon vendió los derechos del libro a 10 países, entre ellos Japón, Italia, España y China. El libro también fue relanzado en inglés por Harper Collins para una selección infantil como parte de sus clásicos.

### Crítica

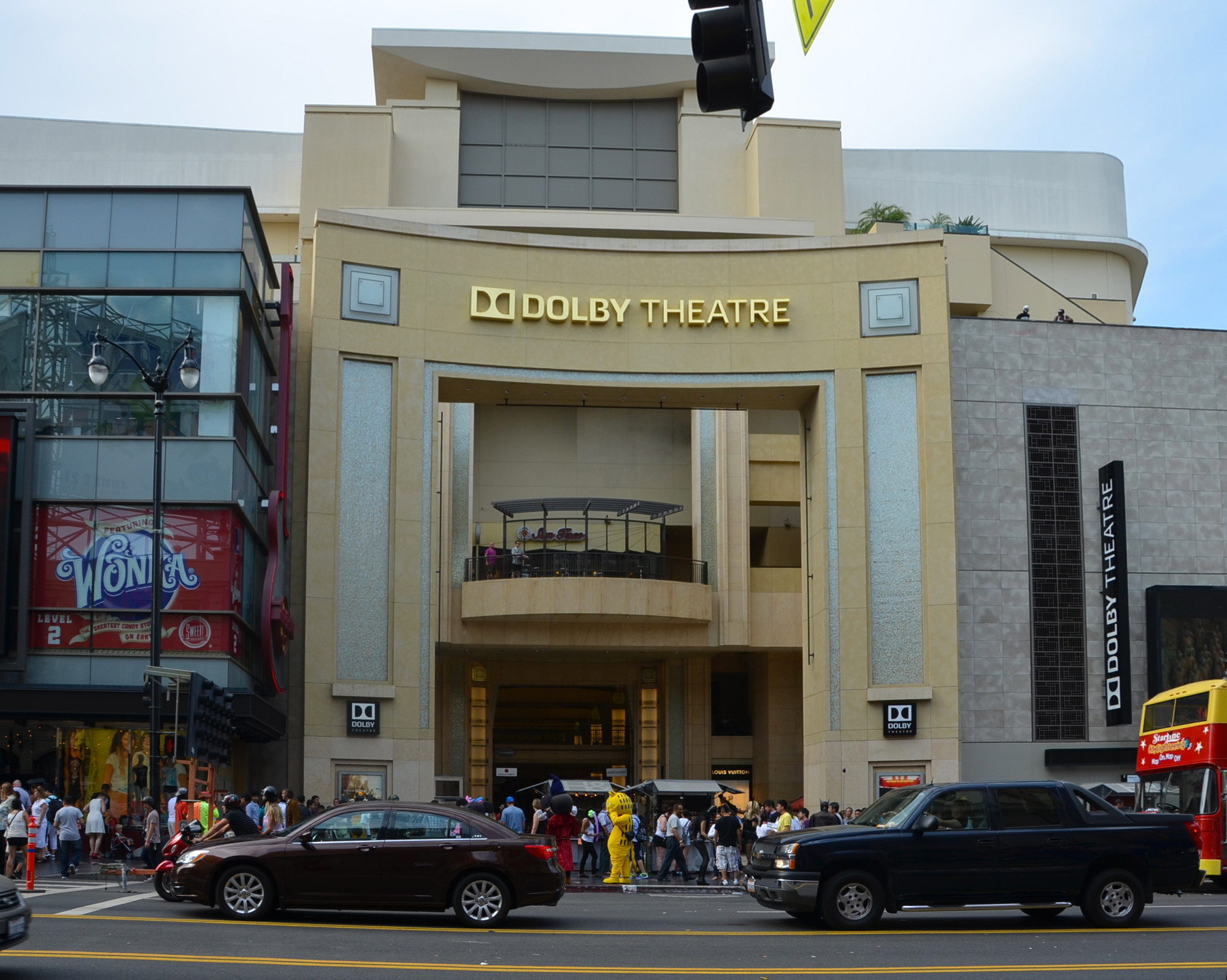
La película obtuvo una nominación a los premios Óscar en la categoría de Mejor película de animación.

La película recibió críticas generalmente positivas por parte de los críticos. El sitio web especializado Rotten Tomatoes dio a la película una calificación de 92%, basada en 86 críticas, con una media de 7.5/10. El consenso crítico del sitio dice: "El recuerdo de Marnie tiene un muy buen argumento con suficiente belleza visual y narrativa para recomendar, pese a que no es tan mágica en comparación a las otras obras de Studio Ghibli." En el sitio web Metacritic, la película tiene una puntuación de 72 sobre 100, basada en 22 críticos, lo que indica "críticas generalmente favorables".

## Premios y nominaciones
| Año  | Premio                                               | Categoría                              | Resultado | Referencia |
| ---- | ---------------------------------------------------- | -------------------------------------- | --------- | ---------- |
| 2015 | 38° Premios de la Academia Japonesa                  | Mejor película de animación            | Nominado  | [ 23 ]     |
| 2015 | Festival Internacional de Cine para Niños de Chicago | Mejor película animada                 | Ganador   | [ 24 ]     |
| 2015 | Festival de Cine de Asia-Pacífico                    | Mejor película animada                 | Nominado  | [ 25 ]     |
| 2016 | 43° Premios Annie                                    | Mejor película animada - Independiente | Nominado  | [ 26 ]     |
| 2016 | 43° Premios Annie                                    | Mejor dirección en un filme animado    | Nominado  | [ 26 ]     |
| 2016 | 43° Premios Annie                                    | Mejor guion en un filme animado        | Nominado  | [ 26 ]     |
| 2016 | 88.ª Premios Óscar                                   | Mejor película de animación            | Nominado  | [ 27 ]     |